# Machbarkeit
Machbarkeit (auch Handhabbarkeit und Bewältigbarkeit genannt) im eigentlichen Sinne bedeutet technische oder wirtschaftliche Durchführbarkeit, d. h. eine Anforderung oder ein Projektziel steht in Einklang mit den wissenschaftlichen Erkenntnissen, rechtlichen oder wirtschaftlichen Rahmenbedingungen des jeweiligen Fachgebiets.
Bei der Frage nach der Machbarkeit können auch wirtschaftliche Aspekte mit einbezogen werden. Man kann prüfen, ob die Finanzierung ausreicht, um das Projekt zu realisieren und ob es begründbare Aussichten auf Ertrag oder Gewinn gibt. Schließlich kann der Ausdruck „Machbarkeit“ auch im Sinne von Durchführbarkeit verwendet werden. Dass etwas machbar ist, bedeutet dann, dass auch die Rahmenbedingungen (z. B. vorhandene Kapazitäten, gesetzliche Rahmenbedingungen) dem Vorhaben nicht entgegenstehen.
Eine Machbarkeitsstudie (auch Projektstudie) dient der Überprüfung von Projekten in Bezug auf ihre Machbarkeit.
Lucius Annaeus Seneca plädiert ethisch für die Beachtung der Machbarkeit: „So kommt es, dass dessen Streben oft erfolglos ist, der nicht, was machbar ist, in Angriff nimmt, sondern will, dass machbar ist, was er in Angriff nahm.“